# Dick's Picks Volume 17
Dick's Picks Volume 17 je koncertní trojalbum americké rockové skupiny Grateful Dead, nahrané 25. září 1991 v Bostonu v Massachusetts (mimo posledních dvou skladeb, ty byly nahrané 31. března 1991 v Greensboro v Severní Karolíně) a vydané v roce 2000. Jedná se o sedmnáctou část série Dick's Picks.

## Seznam skladeb
| Disk 1 | Disk 1                      | Disk 1                                   | Disk 1 |
| Pořadí | Název                       | Autor                                    | Délka  |
| ------ | --------------------------- | ---------------------------------------- | ------ |
| 1.     | Help on the Way             | Garcia, Hunter                           | 4:15   |
| 2.     | Slipknot!                   | Garcia, Godchaux, Kreutzmann, Lesh, Weir | 5:30   |
| 3.     | Franklin's Tower            | Garcia, Hunter, Kreutzmann               | 10:41  |
| 4.     | Walkin' Blues               | Johnson                                  | 6:30   |
| 5.     | It Must Have Been the Roses | Hunter                                   | 5:45   |
| 6.     | Dire Wolf                   | Garcia, Hunter                           | 3:59   |
| 7.     | Queen Jane Approximately    | Dylan                                    | 7:16   |
| 8.     | Tennessee Jed               | Garcia, Hunter                           | 7:50   |
| 9.     | The Music Never Stopped     | Barlow, Weir                             | 8:18   |

| Disk 2 | Disk 2              | Disk 2             | Disk 2 |
| Pořadí | Název               | Autor              | Délka  |
| ------ | ------------------- | ------------------ | ------ |
| 1.     | Victim or the Crime | Graham, Weir       | 8:24   |
| 2.     | Crazy Fingers       | Garcia, Hunter     | 9:38   |
| 3.     | Playing in the Band | Hart, Hunter, Weir | 9:22   |
| 4.     | Terrapin Station    | Garcia, Hunter     | 12:47  |
| 5.     | Boston Clam Jam     | Grateful Dead      | 5:37   |
| 6.     | Drums               | Hart, Kreutzmann   | 11:04  |
| 7.     | Space               | Grateful Dead      | 8:15   |

| Disk 3 | Disk 3                              | Disk 3             | Disk 3 |
| Pořadí | Název                               | Autor              | Délka  |
| ------ | ----------------------------------- | ------------------ | ------ |
| 1.     | That Would Be Something             | McCartney          | 3:51   |
| 2.     | Playing in the Band                 | Hart, Hunter, Weir | 5:23   |
| 3.     | China Doll                          | Garcia, Hunter     | 5:46   |
| 4.     | Throwing Stones                     | Barlow, Weir       | 8:59   |
| 5.     | Not Fade Away                       | Holly, Petty       | 9:01   |
| 6.     | The Mighty Quinn (Quinn the Eskimo) | Dylan              | 4:43   |
| 7.     | Samson and Delilah                  | traditional        | 7:47   |
| 8.     | Eyes of the World                   | Garcia, Hunter     | 23:30  |

## Sestava
- Jerry Garcia - sólová kytara, zpěv
- Bob Weir - rytmická kytara, zpěv
- Phil Lesh - basová kytara, zpěv
- Vince Welnick - klávesy, zpěv
- Bruce Hornsby - klávesy, akordeon, zpěv
- Mickey Hart - bicí
- Bill Kreutzmann - bicí